# 賀古残夢
賀古 残夢（かこ ざんむ、1869年1月13日 - 1938年3月21日）は、日本の映画監督、演出家、小説家。本名は賀古 保五郎（かこ やすごろう）。
日本映画界最古参の監督の一人。新派の座付作家を経て創設されたばかりの松竹蒲田撮影所に入社。新派調の悲劇映画を多く撮ったが、その一方で映画研究にも余念がなく、松竹映画の基礎固めに寄与した。門下生に牛原虚彦、池田義信らがいる。妻は女優の中川芳江、義妹に小松みどりがいる。

## 来歴・人物
1869年1月13日（明治元年12月1日）、石川県金沢市に生まれる。ニコライ神学校卒。
若くして島崎藤村、馬場孤蝶らと雑誌『文学界』に参加し、新体詩や小説などを発表する。残夢はその時以来のペンネームである。また、小説家の川上眉山門下の一人であり、中央新聞の記者もしていた。その後、新派劇で座付作者兼奥役（舞台監督）を務めた。
1912年（大正元年）、松竹が第二京極の角力常設館を修築して造った大正座の座付作者となり、当時流行していた女優劇を上演する。翌1913年（大正2年）には妻の中川芳江とその妹の小松みどりが女優劇に参加している。やがて女優劇の人気は下がっていき、俳優たちも離散。1915年（大正4年）8月21日には、大正座は隣接の三友俱楽部の火災で類焼し、ひとまず廃座となった。その一方、天然色活動写真（略称：天活）の脚本部に所属して連鎖劇の脚本も書くようになった。
1920年（大正9年）、松竹蒲田撮影所が創設され、小山内薫らによって理想的な映画製作が行われるが、営業的には採算が合わないため、新派・旧派から舞台監督らを集めて昔ながらの活動写真製作を行わせるようになった。賀古もその一人として田村宇一郎、森要、川口吞舟らとともに同撮影所に入社した。この監督たちの服装は和服派と洋服派に分かれていて、田村らが洋服派なのに対し、賀古は宗匠頭巾の和服派だった。監督第1作は五味国太郎主演の『呪の巫女』で、以降『死の仮面』『酒中日記』『噫小野訓導』などの作品を撮った。いずれの作品も新派悲劇ものであるが、牛原虚彦の回想によると、賀古は新しい映画にも深い理解を持ち、既成のベテラン監督でありながら、映画の新しいテクニックにも細心の注意を払い、常に研究的な人だったという。
1923年（大正12年）9月1日、関東大震災の発生で撮影所が罹災し、京都の下加茂撮影所に移動。翌1924年（大正13年）1月に蒲田撮影所は再起するが、賀古は下加茂撮影所に残り、時代劇映画を撮り続けた。同年、東亜キネマに移籍し、日本初の国際合作映画となる『武士道』をドイツのハインツ・カール・ハイラントと共同で監督する。その後、マキノ・プロダクション御室撮影所で『生さぬ仲』と『銀蛇』を撮り、1927年（昭和2年）に大衆映画聯盟で製作した『生門死門』が最後の作品となった。これ以後の作品はなく、小松みどりによれば、その後は時々脚本を書いたり、骨董や掛け軸に凝っていたという。
1938年（昭和13年）3月21日、持病である心臓性喘息のため東京で死去。満69歳没。

## 作品の現存状況
賀古の監督作品約90本の内、現存が確認されている作品はわずか3本で、『小羊』が53分尺、『武士道』が83分尺、『孝女白菊』が44分尺で現存している。『武士道』のフィルムは、2004年（平成16年）にゴスフィルムフォンドで発見され、2005年（平成17年）に上映された。また、賀古プロダクション製作・賀古編集の『播州皿屋敷』も8分尺の断片が現存する。

## 監督作品
- 呪の巫女（1921年、松竹キネマ）
- 悪魔の崖（1921年、松竹キネマ）
- 死の仮面（1921年、松竹キネマ）
- 黒き潮（1921年、松竹キネマ）
- 温泉の一夜（1921年、松竹キネマ）
- 月下の罪（1921年、松竹キネマ）
- 渦巻く潮（1921年、松竹キネマ）
- 酒中日記（1921年、松竹キネマ）
- 己ヶ罪（1921年、松竹キネマ）
- 信州墓参 乃木将軍（1921年、松竹キネマ）
- 金色夜叉（1922年、松竹キネマ）
- 白蓮紅蓮（1922年、松竹キネマ）
- 大西郷の死（1922年、松竹キネマ）
- 月魄（1922年、松竹キネマ）
- 底なしの湖（1922年、松竹キネマ）
- 小羊（1923年、松竹キネマ）
- 森訓導鉄路の露（1923年、帝国キネマ）
- 由比正雪（1924年、松竹キネマ）
- お辰の死（1924年、松竹キネマ）
- 高野長英（1924年、松竹キネマ）
- 孝女白菊（1925年、東亜キネマ）
- 漁村の秋（1925年、東亜キネマ）
- 武士道（1925年、東亜キネマ）
- 生さぬ仲（1927年、マキノプロ）
- 生門死門（1927年、大衆映画聯盟）